# Peçenek, İdil
Peçenek là một xã thuộc huyện İdil, tỉnh Şırnak, Thổ Nhĩ Kỳ. Dân số thời điểm năm 2011 là 74 người.